# Сьорен Даль
Сьорен Даль (дан. Soren Dahl, 15 липня 1993) — данський плавець.
Учасник Олімпійських Ігор 2016 року, де в естафеті 4x200 метрів вільним стилем його збірна посіла 13-те місце і не вийшла до фіналу. Учасник Чемпіонату світу з водних видів спорту 2015, де в попередніх запливах на дистанції 50 метрів батерфляєм посів 28-ме місце і не вийшов до півфіналу.

## Особисте життя
Сьорен Даль відкритий гей. У 2023 році він перебував у стосунках з гравцем НФЛ у відставці Карлом Нассібом, першим активним гравцем НФЛ, який здійснив камінг-аут.